# Annexet
Annexet – miejsce różnych wydarzeń kulturalnych, znajdujące się w obszarze Stockholm Globe City, umiejscowionym w dzielnicy Johanneshov w południowym Sztokholmie.
Annexet jest najmniejszą ze wszystkich aren Globe. Całkowita pojemność obiektu wynosi 3,950 miejsc. Został on zbudowany i otwarty w dniu 19 lutego 1989. Pierwotnie odbywały się tu treningi hokeja. Dziś jest to miejsce cyklicznych koncertów muzycznych, targów, konferencji, przyjęć oraz bankietów. W roku 2000 Annexet wraz z Ericsson Globe, gościł galę MTV Europe Music Awards 2000. W 2013 odbyła się tu gala Bandit Rock Awards. W 2021 roku w Annexet odbędzie się każdy koncert Melodifestivalen.
Na przestrzeni lat, w Annexet występowało wielu wykonawców, między innymi: Ramones, Fleetwood Mac, a-ha, The Sisters of Mercy, Mr. Big, Europe, Pantera, Megadeth, Extreme, Clawfinger, Alice in Chains, Motörhead, Corrosion of Conformity, Blur, Oasis, Gary Moore, Melanie Chisholm, U2, The Offspring, Alanis Morissette, Papa Roach, Prince, Robert Plant, Avril Lavigne, Incubus, Velvet Revolver, Scorpions, Saxon, Slade, Michael Bublé, Sabaton, Lordi, Nine Inch Nails, Arctic Monkeys, Chris Cornell, Queens of the Stone Age, Nick Cave, Gojira, In Flames, Mastodon, Trivium, Slayer, Placebo, Jethro Tull, ZZ Top, Rise Against, The Smashing Pumpkins, Stone Sour, Slash, Dream Theater, Five Finger Death Punch.